# 那珂湊焼きそば
那珂湊焼きそば（なかみなとやきそば）とは、茨城県ひたちなか市の那珂湊地区を中心に販売されているご当地焼きそばである。

## 概要
ひたちなか市の那珂湊漁港で長年に渡って（1960年以前から）食されている焼きそばである。
那珂湊焼きそばに使われる麺は、蒸籠で蒸しあげた後に水や油をかけずに水分を飛ばし、手作業でほぐして製造されている。麺の表面には何のコーディングもされていないことになるため、ソースや食材のうま味を麺がよく吸う。
有限会社わたなべ製麺所の蒸し中華麺「那珂湊焼きそば」を必ず使うことが条件である。味付けに明確な決まりはなく、ソース・醤油や、中華風、お好み焼きの具材としてなど店舗によって異なる様々な手法で提供される。
2016年頃より、ひたちなか市の学校給食の献立としても利用されるようになった。

## 歴史
昭和30年代前半に那珂湊のわたなべ製麺所社長が、東京で初めて食べた焼きそばの麺を自分で試作し、大衆食堂「住よし」（現・喰い道楽すみよし）へ鉄板と麺を持ち込み、店主の川上富雄に焼きそばを作ってもらったのが始まりである。
焼きそばは、安価で美味しいと那珂湊に寄港する漁船の乗組員や地元高校生らのファストフードとして定着した。
焼きそばを提供する店は「住よし」以外にも広まったが、那珂湊に立ち寄る船が減ると共に焼きそばを扱う店も減り、一時は2軒、3軒にまで減った。
2011年の東日本大震災では、一般客が買い物をする市場も津波の被害を受けて、地元のにぎわいが失われることになったが、川上の娘婿である高安泰二らが那珂湊のソウルフードでもある焼きそばで客を呼び戻すことを思いつく。
その際に合併してひたちなか市となって消えた那珂湊市の名を付け、「那珂湊焼きそばのれん会」を10店で立ち上げた。
2015年には愛Bリーグへの加盟が認定され、2015年のB-1グランプリin十和田大会に初参加。翌2016年のB-1グランプリスペシャル東京・臨海副都心にも出場する。2019年のB-1グランプリin明石大会にも出場している。
「那珂湊焼きそばのれん会」は「那珂湊焼きそば大学院キャンパス会」と名を変え、2024年時点で20店が参加している。

## 商品化
- 2022年にわたなべ製麺所から麺、ソース、ラード、紅ショウガが入った家庭で那珂湊焼きそばを作れるセットが販売された[8]。
- 2024年5月にフジパンから「スナックサンド 那珂湊焼きそば&マヨ」が東北・関東の地域限定で発売された[6]。